# Adamov (Trutnov)

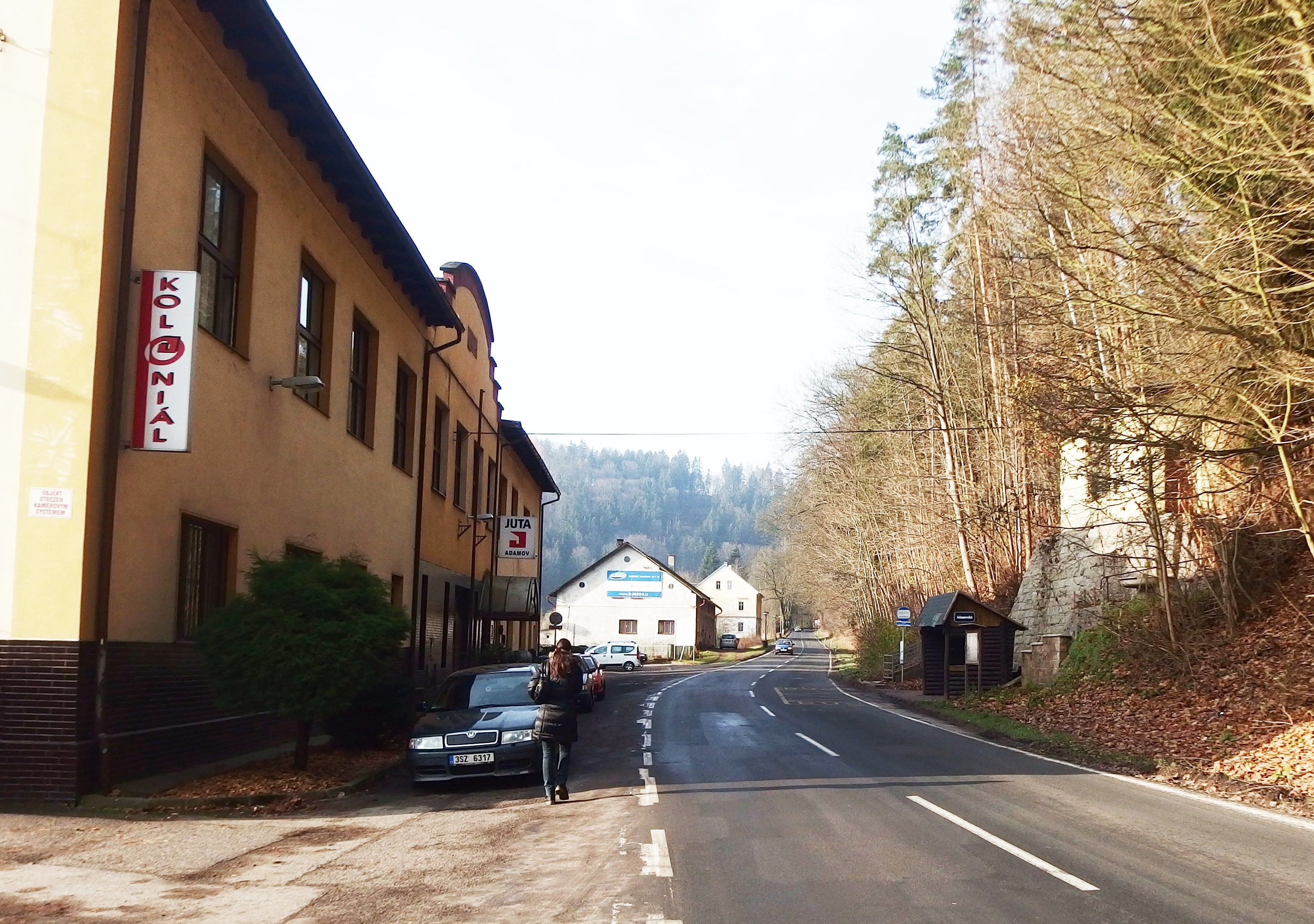
Adamov (Trutnov), 2017

Adamov (deutsch Adamsthal) ist ein Ortsteil der Stadt Trutnov in Tschechien. Er befindet sich sechs Kilometer südöstlich des Stadtzentrums von Trutnov und gehört zum Okres Trutnov.

## Geographie
Adamov befindet sich südlich des Habichtsgebirges (Jestřebí hory) im Trautenauer Hügelland (Trutnovská pahorkatina) im Aupatal. Die an einer Straße bestehende Ansiedlung liegt am westlichen Fuße des Klůček (495 m) linksseitig gegenüber der Einmündung des Mühlbaches (Mlýnský potok) am Gleithang einer Flussschleife. Westlich des Ortes verläuft die Bahnstrecke Jaroměř–Lubawka am Klůček durch den 187 m langen Bausnitzer Tunnel. Adamov bildet den tiefsten Punkt des Stadtgebietes. Südwestlich erheben sich die Písčiny (477 m) und im Westen die Písčitá výšina (495 m).
Nachbarorte sind Bohuslavice im Norden, Sedmidomí im Nordosten, Končiny und Velké Svatoňovice im Osten, Na Lhotkách und Suchovršice im Südosten, Rubínovice im Süden, Luční Domky im Südwesten, Starý Rokytník im Westen sowie Bojiště, Trutnov und Kryblice im Nordwesten.

## Geschichte
Adamov ist eine der jüngsten Ortschaften des Bezirkes.
Im Jahre 1895 gründete der Textilfabrikant Ignatz Etrich im Aupatal unterhalb von Bausnitz eine Leinenspinnerei, neben der die Werkssiedlung Adamsthal entstand. Im Juli 1897 war Adamthal von dem verheerenden Aupahochwasser stark betroffen. Die Siedlung war Teil der Gemeinde Bausnitz.
Nach dem Münchner Abkommen wurde Adamsthal zusammen mit Bausnitz 1938 dem Deutschen Reich zugeschlagen und gehörte bis 1945 zum Landkreis Trautenau. 1945 kam Adamov zur Tschechoslowakei zurück.
Nach der Eingemeindung von Bohuslavice nad Úpou in die Stadt Trutnov wurde Adamov ab dem 1. Januar 1981 eine Ansiedlung von Trutnov. 1991 hatte der Ort 103 Einwohner. Im Jahre 2001 bestand Adamov aus 18 Häusern, in denen 112 Personen lebten. Am 15. Mai 2001 erhielt Adamov den Status eines Ortsteils von Trutnov. Zusammen mit Bohuslavice bildet Adamov den Katastralbezirk Bohuslavice nad Úpou.

## Wirtschaft
Das bedeutendste Unternehmen im Ort ist das Werk 12 der JUTA a.s. Nordwestlich des Ortes liegt die Mülldeponie von Trutnov.

## Sehenswürdigkeiten
- Bausnitzer Eisenbahntunnel
- Grund Zlatá jáma mit Lehrpfad und ehemaligen mittelalterlichen Silberbergwerk, unterhalb von Adamov am rechten Aupa-Ufer gegenüber von Na Lhotkách